# Абдулаев, Зияудин Садулаевич
Зияудин Садулаевич Абдул(л)аев (4 августа 1926, Катар-Юрт, Чеченская автономная область, РСФСР, СССР — 23 сентября 1994, Грозный, Чечня, Россия) — чеченский писатель и журналист.

## Биография
После окончания начальной школы в родном селе поступил на рабфак. На момент начала Великой Отечественной войны учился на 3 курсе художественной студии в Грозном. После окончания студии был сотрудником «Окон ТАСС». В результате депортации оказался в Чимкентской области. В 1946 году окончил курсы техников-строителей. После этого до своей смерти был прорабом на стройках в разных уголках страны.
В 1950-е годы рассказы и очерки Абдулаева начали публиковать в газете «Ленгерский рабочий» (Северо-Казахстанская область) и «Къинхьегаман байракх» (с чеч. — «Знамя труда», Алма-Ата). Вскоре после восстановления Чечено-Ингушской АССР вернулся на родину. Продолжал работать на стройках. При этом совмещал свою работу с писательской и журналисткой деятельностью. В 1975 году вышла его дебютная книга «На берегах Ассы», в которую вошла одноимённая повесть, давшая название книге, а также очерки и рассказы. После её выхода писатель и критик Юша Айдаев писал:
Вышла первая книга  З. Абдулаева, в которой проявился безусловный творческий талант ее автора. Он строитель по профессии, человек пытливого ума, влюбленный в жизнь, старающийся уловить наиболее интересные ее закономерности. Прежде всего волнует писателя человек и его дело, богатство и разносторонность его духа, чувство взаимной привязанности и ответственности друг перед другом людей разных национальностей… Автор сумел в своих произведениях художественно убедительно рассказать о вещах привычных и избежать при этом декларативности и банальности. Писатель очень чуток к слову, умело использует живописную разговорную речь. Образы его произведений запоминающиеся.
Последующие его книги («Оранша», «Звезда Шамсудина») также пользовались большим успехом. Однако наибольшую популярность принесла Абдулаеву изданная в 1988 году книга «Всполохи», посвящённая депортации. В 1992 году было опубликовано продолжение этой повести — роман «Сокрушение идолов».
В 1994 году, как первый летописец трагедии народа, Абдулаев был отмечен благодарностью Правительства республики и денежной премией «За разоблачение геноцида чеченского народа».

### Книги

#### на русском языке
- На берегах Ассы. Повесть, рассказы, очерки. Грозный, Чечено-Ингушское книжное издательство. 1975.
- Оранша. Повесть и рассказы. Грозный, 1978.
- Звезда Шамсудина. Грозный, 1979.
- Всполохи. Повести, рассказы, очерки. Грозный, 1988.
- Всполохи. Повесть. Вторая книга. Грозный, 1991.
- Сокрушение идолов. Роман, повести, рассказы, очерки. Грозный, 1992.
- Избранное. Всполохи. (Библиотека чеченской литературы : избранное; Т. 7) 359 с. ISBN 978-5-91821-008-6. М., 2009.

### Публикации в коллективный сборниках и периодической печати

#### на чеченском языке
- ДоттагIчуьнга // Орга. 1961. № 3. А. 50.
- ТIай туьллуш ду. Дийцар // Орга, 1970, № 3. А. 3-18.
- Новкъахь нисделларг. Очерк // Ленинан некъ. 1972. 13 дек.
- Вежараллин кешнаш. Новелла // Орга, 1973. № 2. А. 3-13
- Разведчикан Маашевн дийцарш // Орга, 1973. № 3. А. 24-28.
- Къоначийн ойланаш. Дийцарийн, очеркийн книжка. (З. Абдулаев, Дугин I., А. Дадашев). ХIоттийнарг М. Мусаев. Грозный, 1973.
- Дахаран пхона тIехь (Гудермесски биохимзаводах лаьцна) // Орга. 1987. № 2. А. 3-12.
- Цхьанакхетар. («Салтичун йиша» книгин тIера кийсиг) // Ленинан некъ, 1989. 12, 14 июль.
- Разведчикан Маашевн дийцарш. — Дуьххьара «талла» вахар. — Юьхьдуьхьал. — Йижарий . Дийцарш // Орга. 2005. № 5. А.10-12.

#### на русском языке
- На берегах Ассы (Рассказы казака Волкова). Отрывок из повести // Грозненский рабочий, 1971. 3, 4, 7, 9, 10 сентября.
- Цветы у обелиска (Никто не забыт, ничто не забыто) // Грозненский рабочий, 1972, 16, 17 ноября.
- Сестры. Рассказ Б. Маашева о фронтовых сестрах. // Грозненский рабочий, 1973. 12 июня.
- Разбуженная окраина (Писательский репортаж со строительства Гудермесского биохимического завода) // Грозненский рабочий. 1987. 21 июня.
- «Белые журавли» России. (О всероссийском литературном празднике в Махачкале) // Грозненский рабочий, 1989. 27 августа.
- Рассказ о лейтенанте Камаеве // Хьехархо. 2010. 18 июнь.

### Статьи, воспоминания
- Открытое письмо Мусе Ахмадову по поводу его статьи «Все впереди» // Комсомольское племя, 1989. 21 янв.
- Авторханов и перестройка. Статья // Абдулаев З. Сокрушение идолов. Роман, повести, рассказы, очерки. Грозный, 1992. С. 281—287.
- Памяти магическая нить. Из воспоминаний о встречах с Магометом Мамакаевым // Абдулаев З. Сокрушение идолов. Роман, повести, рассказы, очерки. Грозный, 1992. С. 288—295.
- Несколько эпизодов из жизни «Гусара» (Воспоминания о Дж. Яндиеве) // Абдулаев З. Сокрушение идолов. Роман, повести, рассказы, очерки. Грозный, 1992. С. 296—299.